# The Ain't Got Far To Go Tour
Il The Ain't Got Far To Go Tour è il primo tour della cantante inglese Jess Glynne. È iniziato il 14 settembre 2015 a Washington, in Nord America, per poi concludersi in Regno Unito, a Manchester l' 11 novembre 2015. Comprende date in Europa e Nord America.

## Date
| Data              | Città               | Paese        | Luogo                  |
| Nord America      | Nord America        | Nord America | Nord America           |
| ----------------- | ------------------- | ------------ | ---------------------- |
| 14 settembre 2015 | Washington          | Stati Uniti  | U Street Music Hall    |
| 15 settembre 2015 | Boston              | Stati Uniti  | Brighton Music Hall    |
| 17 settembre 2015 | New York            | Stati Uniti  | Bowery Ballroom        |
| 19 settembre 2015 | Montréal            | Canada       | Le Belmont             |
| 21 settembre 2015 | Toronto             | Canada       | Adelaide Hall          |
| 23 settembre 2015 | Chicago             | Stati Uniti  | Subterranean           |
| 24 settembre 2015 | Minneapolis         | Stati Uniti  | Fine Line Music Cafe   |
| 26 settembre 2015 | Seattle             | Stati Uniti  | Barboza                |
| 27 settembre 2015 | Portland            | Stati Uniti  | Doug Fir Lounge        |
| 29 settembre 2015 | San Francisco       | Stati Uniti  | The Independent        |
| 30 settembre 2015 | West Hollywood      | Stati Uniti  | Troubadour             |
| Europa            |                     |              |                        |
| 31 ottobre 2015   | Cardiff             | Regno Unito  | The Great Hall         |
| 1º novembre 2015  | Birmingham          | Regno Unito  | O2 Academy Birmingham  |
| 2 novembre 2015   | Nottingham          | Regno Unito  | Rock City              |
| 4 novembre 2015   | Londra              | Regno Unito  | The Roundhouse         |
| 5 novembre 2015   | Bournemouth         | Regno Unito  | O2 Academy Bournemouth |
| 6 novembre 2015   | Glasgow             | Regno Unito  | O2 Academy Glasgow     |
| 10 novembre 2015  | Newcastle upon Tyne | Regno Unito  | O2 Academy Newcastle   |
| 11 novembre 2015  | Manchester          | Regno Unito  | Academy Manchester     |